# Johannes Svenonis Kaliander
Johannes Svenonis Kaliander, död 11 januari 1637 i Åsbo socken, var en svensk präst i Åsbo församling. 

## Biografi
Johannes Svenonis Kaliander var son till kyrkoherden Sveno Laurentii i Åsbo socken. Han prästvigdes 1 juli 1609 och blev komminister i Åsbo församling. 1614 blev han kyrkoherde i församlingen. Kaliander var predikant på första dagen vid prästmötet 1620. Han avled 11 januari 1637 i Åsbo socken.

### Familj
Kaliander gifte sig med Christina Christiansdotter Månesköld af Seglinge (död 1638). Hon var dotter till Christer Månesköld af Seglinge och Brita Björnsdotter (Bååt). De fick tillsammans sönerna Jonas Joannis Kernander, Sven Kernander (1618–1662) och Johan Kernander (1629–1640).